# Щасливий чоловік (фільм, 1915)
Щасливий чоловік (англ. The Happier Man) — американська короткометражна кінокомедія режисера Френка Кулі 1915 року.

## У ролях
- Ірвінг Каммінгс — Вільям Саммер
- Вірджинія Кертлі — Люсіль Пейдж
- Джо Харріс — Гаррі Воррен
- Фред Гембл
- Гледіс Кінгсбері
- Перрі Бенкс